# Ascari A10
Der Ascari A10 ist ein Supersportwagen des britischen Kleinserienherstellers Ascari Cars.
Der Wagen ist auf zehn Stück limitiert. Angetrieben wird der A10 von einem 4941-cm³-V8-Motor aus dem BMW M5 (E39). Dieser Motor wurde leistungsoptimiert und leistet statt 294 kW (400 PS) jetzt maximal 466 kW (634 PS). Durch Karosserie und Monocoque-Chassis in CfK-Bauweise wiegt der Ascari A10 1280 kg.
Nach Angaben Ascaris soll der A10 somit dem Ferrari FXX Konkurrenz machen, im Gegensatz zu diesem ist der Ascari jedoch für den Straßenverkehr zugelassen.

## Weblink
- Ascari A10. Supercars.net, abgerufen am 14. Mai 2014.